# Jean de Montauban (Le Goust)
Jean de Montauban oder de Cordemais, genannt Le Goust (* um 1550, † um 1615), war ein königlicher Offizier, der durch die Besetzung der Burg Blain gegen die Liga und die Spanier während der Hugenottenkriege zwischen 1576 und 1596 berühmt wurde.

## Leben

### Herkunft
Die Herrschaft Le Goust (heute der Ortsteil Le Gôut in Malville) kam im 15. Jahrhundert in den Besitz des Hauses Montauban, das aus dem Haus Rohan hervorgegangen war und dessen Wappen es trug. Nach Guillaume de Montauban, Seigneur du Bois-de-la-Roche, gehörte die Herrschaft seinem gleichnamigen Sohn († 1486), der Orfraise de Sérent heiratete und einen Sohn namens Esprit de Montauban bekam, der dem Herzog Franz II., dessen Tochter Anne de Bretagne und den Königen Karl VIII. und Ludwig XI. diente, und um 1512 starb. Dieser hatte einen Sohn namens Louis de Montauban, der den Kanzler Philippe de Montauban († 1514) als Vormund hatte. Esprit de Montauban teilte sich das Land Le Goust mit seinem Sohn und seinen Enkeln Louis und François.

### Nachbar der Familie Rohan
Der Chevalier Jean de Montauban war Herr der Burg Le Goust, einer alten Festung, die auf dem Übergang einer Römerstraße nach Malville errichtet worden war. Er war der Sohn von François und Marguerite de Plouër. Seine Geschwister waren: Louis, der blind geboren wurde und unverheiratet starb, Françoise, die Gilles du Bois-Riou heiratete, und Charles de Montauban, Herr von L'Aujardière in La Renaudière.
Jean de Montauban war von den Rohan beauftragt worden, ihre Burgen in der Bretagne zu bewachen. Kaum war Burg Blain von René II. de Rohan verlassen worden, wurde sie 1585 kampflos vom Herzog von Mercœur, einem erbitterten Ligeur und seit 1582 Gouverneur der Bretagne, besetzt, der dort einen Kommandoposten mit 25 Mann unter der Leitung von Capitaine La Bouillonière zurückließ.
Im selben Jahr vertrat Jean du Goust den bretonischen Adel im Parlament von Nantes.

### Einnahme und Verteidigung von Blain
Als Mercœur (der seit 1588 versuchte, sich zum unabhängigen Herrn der Provinz zu erheben) Ende Mai 1589 erfuhr, dass Jean de Montauban seine Burg Le Goust befestigte, beschloss er, ihn dort anzugreifen. Le Goust kam ihm jedoch zuvor, indem er am 27. Mai die Burg Blain mit 45 Männern angriff:
- Laut Agrippa d‘Aubigné hatte sich Le Goust mit sechs seiner Gefährten, darunter sein Bruder, sechs Stunden lang im Jeu de Paume der Burg Blain versteckt und versuchte dann, sie zu erobern, was ihm leicht gelang, als sich ihm einige Reformierte anschlossen. Mercœur belagerte daraufhin die Burg Blain mit Hilfe von 600 Arkebusieren, konnte sie aber nicht erobern, da er Le Goust Zeit gelassen hatte, um ausreichend Vorräte anzulegen.
- Parallel griff ein Vikar aus Cordemais namens Montsur, genannt Grenotière, mit einem Trupp Einheimischer, die mit Geld aus der Stadt Nantes rekrutiert worden waren, Montaubans leer stehende Burg Le Goust an. Es scheint jedoch, dass dieser Angriff keinen dauerhaften Erfolg hatte, da Montsur in Gefangenschaft geriet und 1590 zwischen den beiden Lagern ausgetauscht wurde (zitiert bei Berthou).

Als König Heinrich III. Mercœurs Rebellion anprangerte, verließen die königstreuen Katholiken die Partei des Herzogs. Jean de Montauban wurde nun zum Hauptmann und Gouverneur von Blain ernannt.
Mehrere Versuche, ihn zu vertreiben, blieben in den Monaten nach seiner Einsetzung erfolglos, insbesondere der Versuch von François Le Felle, Seigneur de Guébriant, einem Chevalier im Dienst Mercœurs, der 1586 die Duchesse de Loudun geheiratet hatte (sie hatte wohl der Ehe zugestimmt, um die Plünderung ihres Besitzes durch Le Felle zu verhindern). Nachdem Heinrich III. die Ehe als Mesalliance annulliert hatte, kam Le Felle auf den Gedanken, eine Verwandte von Jean de Montauban, die Demoiselle de Salmonaye, die sich der Sache Mercœurs verschrieben hatte und von der Herzogin von Mercœurs angeworben worden war, ins Schloss zu bringen, wo sie allerdings enttarnt und umgedreht wurde, sodass es Le Goust später gelang, 67 Männer des Seigneur de Guébriant gefangen zu nehmen.
Als Guébriant im gleichen Jahr die Bemühungen Mercœurs gegen die Ankunft des Prince des Dombes unterstützte, und dadurch seine Truppen geschwächt und auf sich allein gestellt waren, wurden sie von Le Goust zerschlagen. Der Prince des Dombes bestätigte am 26. Oktober 1589 Le Goust als Hauptmann und Gouverneur von Blain.
Ebenfalls 1589 wurde die Burg Le Goust im Auftrag Mercœurs geplündert und vollständig zerstört.

### Von Mercœur besiegt und später begnadigt
Ende März 1590 forderte die Stadt Nantes, die durch die Garnisonen von Blain und Clisson bedroht wurden, den Herzog von Mercœur auf, dem ein Ende zu setzen. 1591 sollte Blain dann von den Ligueurs unter Mercœur mithilfe spanischer Truppen zurückerobert werden.
Mehr als 4.000 spanische Soldaten belagerten die Burg. Sie beschossen sie von Norden her und öffneten eine Bresche in der Tour du Moulin, den Le Goust daraufhin in Brand setzen ließ. Den Angreifern gelang es, den Durchgang zu erzwingen; die Verteidiger, die in die Tour de l’Horloge zurückgedrängt wurden, ergaben sich. Die Burg wurde bis auf die Tour du Connétable, die Tour de l‘Horloge und die Zugbrücke niedergebrannt. De Goust erkaufte sich sein Leben mit der Kapitulation und 60.000 Livres, die er dem Kommandanten Aguila bot. Mercœur schickte ihn und seinen Bruder auf seine Galeeren. Die größtenteils niedergebrannte und geplünderte Burg Blain erholte sich nie wieder vollständig von diesen Zerstörungen. 
1593 entkamen Charles und Jean de Goust von Mercœurs Galeeren bei einem Aufenthalt in Brest. Jean de Goust wurde jedoch wieder gefangen genommen und wohl in Nantes eingesperrt und erst nach dem Ende der Feindseligkeiten des Herzogs gegen Heinrich IV. freigelassen. Er wurde namentlich in das Friedensedikt vom 20. März 1598 aufgenommen und musste 4.000 Écu Lösegeld an den Herzog von Mercœur zahlen (er erhielt jedoch die Auflage, dies innerhalb von sechs Monaten zu tun und wurde vorher freigelassen), was damals als ein recht mildes Urteil galt.

### Der Prozess gegen Catherine de Parthenay
Im Jahr 1599 konnte Catherine de Parthenay, die Witwe von René II. de Rohan, die in Ruinen liegende Burg Blain wieder in Besitz nehmen. Kurz darauf bat sie Heinrich IV. um Le Gousts Kopf, da sie ihn und seine Hartnäckigkeit für die Zerstörungen, die die Liga angerichtet hatte, verantwortlich machte. Für einen Prozess sammelte sie Zeugenaussagen von Bürgern, die Le Goust während seiner Herrschaft über Blain erpresst hatte. Zwar hatte er damit seine Befugnisse, die ihm der Prince des Dombes erteilt hatte, überschritten, aber Heinrich IV. wollte sich gegenüber einem Hauptmann, der sich stets loyal gegenüber der Krone verhalten hatte, milde verhalten und weigerte sich, ihn zu verurteilen. Tatsächlich erhielt Le Goust später Patentbriefe von Heinrich IV., die dieser am 30. August 1599 unterzeichnete und in denen er wegen seiner Kriegstaten begnadigt wurde. Er kehrte in seine Burg zurück, die er 1601 erneut befestigen ließ, und erhielt eine königliche Garnison.